# 本·罗斯利斯伯格
本傑明·托德·羅斯利斯伯格（英語：Benjamin Todd Roethlisberger，1982年3月2日—），暱稱本·勒特利斯贝格尔（Ben Roethlisberger）、大本，是一名美式足球四分卫，目前效力于国家美式足球联盟匹兹堡钢人队。他在2004年以第一轮选秀第11顺位被钢人队选中，效力至今。
勒特利斯贝格尔带领球队获得过两次超级碗，分别在2005-2006赛季和2008-2009赛季。他是现今国家美式足球联盟最优秀的四分卫之一。
2019年，《福布斯》公佈的全球運動員收入排行榜，勒特利斯贝格尔以年收入5550萬美元，排名第12名。

## 国家美式足球联盟生涯
勒特利斯贝格尔在进入NFL的第一年，因为队中原主力四分卫汤米·玛多受伤而跃升为球队主力，并保持至今。大本是2004年美国橄榄球联合会的最佳进攻新秀。
2005-2006赛季，在他的第二个联盟赛季中，勒特利斯贝格尔带领球队以11胜5负，以美国橄榄球联合会第六名的成绩进入季后赛，并在季后赛中连胜四场，取得超级碗。尽管勒特利斯贝格尔在超级碗比赛中发挥不佳（无达阵，两抄截），但是仍然成为了联盟有史以来获得超级碗的最年轻先发四分卫。
但是在2006年9月，勒特利斯贝格尔遭遇了一场严重的摩托车车祸，恢复后状态很差，在06赛季有23次被抄截，是当年联盟最高。匹兹堡钢人队也因此以8胜8负的成绩无缘季后赛。
2007-2008赛季，球队迎来了新的总教练麦克·汤姆林。在这个赛季中，大本发挥中规中矩。球队以10胜6负的常规赛成绩进入季后赛，但是在美国橄榄球联合会外卡赛中被杰克逊维尔美洲虎队淘汰。
2008-2009赛季，钢人队以12胜4负，美国橄榄球联合会第二名的成绩进入今后赛，并在季后赛中战胜了圣迭戈闪电和巴尔的摩乌鸦队，又一次进入超级碗。在超级碗比赛中，大本在前三节发挥平平，第四节还有两分钟结束20：23落后的情况下，带领球队在最后一次进攻中取得关键达阵，战胜了亚利桑那红雀，取得了另一次超级碗冠军。
勒特利斯贝格尔在5年的职业生涯中获得了51场国家美式足球联盟常规赛的胜利，是联盟史上最佳。